# 薩克森的瑪麗亞·艾莉克絲
薩克森的瑪麗亞·艾莉克絲（德語：Maria Alix von Sachsen，1901年9月27日—1990年12月11日），薩克森末代國王腓特烈·奧古斯特三世的次女。

## 家庭
1921年，瑪麗亞·艾莉克絲與霍亨索倫親王威廉的次子法蘭茲·約瑟夫結婚，兩人共有3子1女：
1. 卡爾·安東（1922年—1993年）
2. 邁因拉德·利奧波德（1925年—2009年）
3. 瑪麗亞·瑪格麗特（1928年—2006年）
4. 埃曼努爾·約瑟夫（1929年—1999年）